# John Billingsley
John Billingsley (* 20. května 1960 Media, Pensylvánie) je americký herec.

## Život
Vystudoval divadelní herectví na Bennington College ve Vermontu, poté hrál v různých divadlech. Ve filmu debutoval v roce 1988 malou rolí ve snímku Sedm hodin do rozsudku, v průběhu 90. let byl obsazován do drobných rolí v různých televizních seriálech. Objevil se tak např. v seriálech Doktoři z L. A., Akta X, Policie New York nebo Gilmorova děvčata, roku 2000 hrál pravidelnou postavu doktora Milese Ballarda v jednosezónovém seriálu Ti druzí. V letech 2001–2005 ztvárnil jednu z hlavních postav ve sci-fi seriálu Star Trek: Enterprise, denobulského doktora Phloxe. V roce 2007 účinkoval v nezávislém sci-fi snímku Pozemšťan. Dále hostoval např. v seriálech Hvězdná brána, Odložené případy, Kriminálka New York, Námořní vyšetřovací služba, Kriminálka Las Vegas, Chirurgové, 24 hodin, Útěk z vězení nebo Mentalista. Hrál též ve filmech Presumpce viny či 2012, pravidelné role měl v seriálech Devět rukojmí a True Blood: Pravá krev.